# Parádfürdői Állami Kórház
A Parádfürdői Állami Kórház az ország egyik legtapasztaltabb rehabilitációs szakkórháza, ahol mozgásszervi, emésztőszervi és nőgyógyászati betegségek gyógykezelését végzik.
Épületegyüttese a községen átvezető 24-es főút fölé magasodik, ahonnan lépcsősorok vezetnek fel a főbejáratához. Gépkocsival akadálymentesen is megközelíthető, a főút szervizútján, mely a kórháznak a hátsó, hegy felőli oldalán húzódik végig.